# Nàspisxi
Nàspisxi (en rus: Наспищи) és un poble de l'óblast de Tula, a Rússia, segons el cens del 2010 tenia 5 habitants.